# Bistum Yopal
Das Bistum Yopal (lat.: Dioecesis Yopalensis, span.: Diócesis de Yopal) ist eine in Kolumbien gelegene römisch-katholische Diözese mit Sitz in Yopal.

## Geschichte
Das Bistum Yopal wurde am 29. Oktober 1999 durch Papst Johannes Paul II. aus Gebietsabtretungen des Apostolischen Vikariates Casanare errichtet und dem Erzbistum Tunja als Suffraganbistum unterstellt. Zum ersten Bischof wurde Misael Vacca Ramírez erst im April 2001 ernannt. Er blieb bis zum April 2015 im Amt.

## Ordinarien

### Apostolische Vikare von Casanare
- St. Ezequiel Moreno y Díaz OAR (1893–1895), dann Bischof von Pasto
- Nicolás Casas y Conde OSA (1895–1906)
- Santos Ballesteros López OAR (1920–1933)
- Pablo Alegría Iriarte OAR (1934–1939)
- Nicasio Balisa y Melero OAR (1941–1965)
- Arturo Salazar Mejía OAR (1965–1977), dann Bischof von Pasto
- Olavio López Duque OAR (1977–1999)

### Bischöfe von Yopal
- Misael Vacca Ramírez (2001–2015)
- Edgar Aristizábal Quintero (2017–2024), dann Bischof von Duitama-Sogamoso
- Sedisvakanz (seit 2024)